# Parachelifer persimilis
Parachelifer persimilis es una especie de arácnido del orden Pseudoscorpionida de la familia Cheliferidae.

## Distribución geográfica
Se encuentra en México y el oeste de Estados Unidos.